# Louis Falco
Louis Falco (2. srpna 1942 – 26. března 1993) byl americký baletní tanečník a choreograf. Narodil se v New Yorku do rodiny přistěhovalců z jihu Itálie. Tanci se začal věnovat v padesátých letech a již během středoškolských studií spolupracoval s choreografem Charlesem Weidmanem. Profesionálně začal vystupovat v roce 1960 s Josém Limónem, v jehož tanečním souboru zůstal deset let. Jako choreograf debutoval roku 1967. Později vytvořil choreografii pro videoklipy různých populárních hudebníků, jako byl například Prince nebo skupina The Cars. Zemřel na AIDS ve věku 50 let.